# 인성초등학교
인성초등학교는 대한민국 인천광역시 중구에 있는 사립 초등학교이다.

## 학교 연혁
- 1962.12.31 인성초등학교 인가
- 1963.03.01 각 학년 1학급 편성 개교 선우 황 교장 취임
- 1964.02.10 제1회 졸업식
- 1965.03.19 각 학년 2학급. 12학급 인가
- 1966.03.01 제2대 이동욱 교장 취임
- 1972.03.01 제3대 방승기 교장 취임
- 1984.03.01 제4대 염을임 교장 취임
- 1988.09.01 교사 이전
- 1990.09.01 제5대 박민종 교장 취임
- 1994.03.01 각 학년 3학급, 18학급 인가
- 2000.09.01 제6대 김인선 교장 취임
- 2009.02.19 제43회 졸업식
- 2009.09.01 제7대 김지운 교장 취임
- 2014.09.01 제8대 최상균 교장 취임
- 2015.02.12 제52회 졸업식
- 2022. 09. 08 제9대 맹현숙 교장 취임

## 참고 자료
- 인성초등학교 - 한국교육학술정보원 학교알리미